# 季红跃
季红跃（1959年7月—），男，江苏人，中国美术家协会会员，中华人民共和国画家。

## 生平
1980年考取安徽师范大学美术系，1984年大学毕业进入安徽省邮票公司从事美术设计工作，1992年任安徽少年儿童出版社美术编辑。现任安徽少年儿童出版社艺术总监、美术编审。2017年1月，荣获第十三届安徽省“德艺双馨艺术名家”称号。
创作的美术作品多次入选全国美展，作品《小泰莱莎》获第八届全国美展优秀奖，《跨世纪的丰碑》获第四届全国书籍装帧艺术展优秀奖。连环画《美人鱼和红蜡烛》获第十届全国美展银奖，是安徽省美术作品在全国美展上零的突破。出版个人专著《插画创作技法》、画集《当代著名画家经典丛书——季红跃人物画精品》等。